# Aqua America
Aqua America Inc., (NYSE: WTR), är ett amerikanskt bolag som verkar inom infrastruktursektorn och där man sköter vatten– och reningsverk åt cirka tre miljoner hushåll i delstaterna Florida, Georgia, Illinois, Indiana, New Jersey, North Carolina, Ohio, Pennsylvania, Texas och Virginia.